# My Treasure (Toshiの曲)
「My Treasure」（マイ・トレジャー）は、TOSHIの5枚目シングル。

## 解説
カップリング曲が収録されないのは初めてのこと。
半年後にリリースされたアルバム『MISSION』への収録は見送られた。

## 収録曲
1. My Treasure [5:00]
ポッカコーポレーションポッカコーヒーCF曲。
2. My Treasure (インストゥルメンタル) [4:57]